# The Female Cop

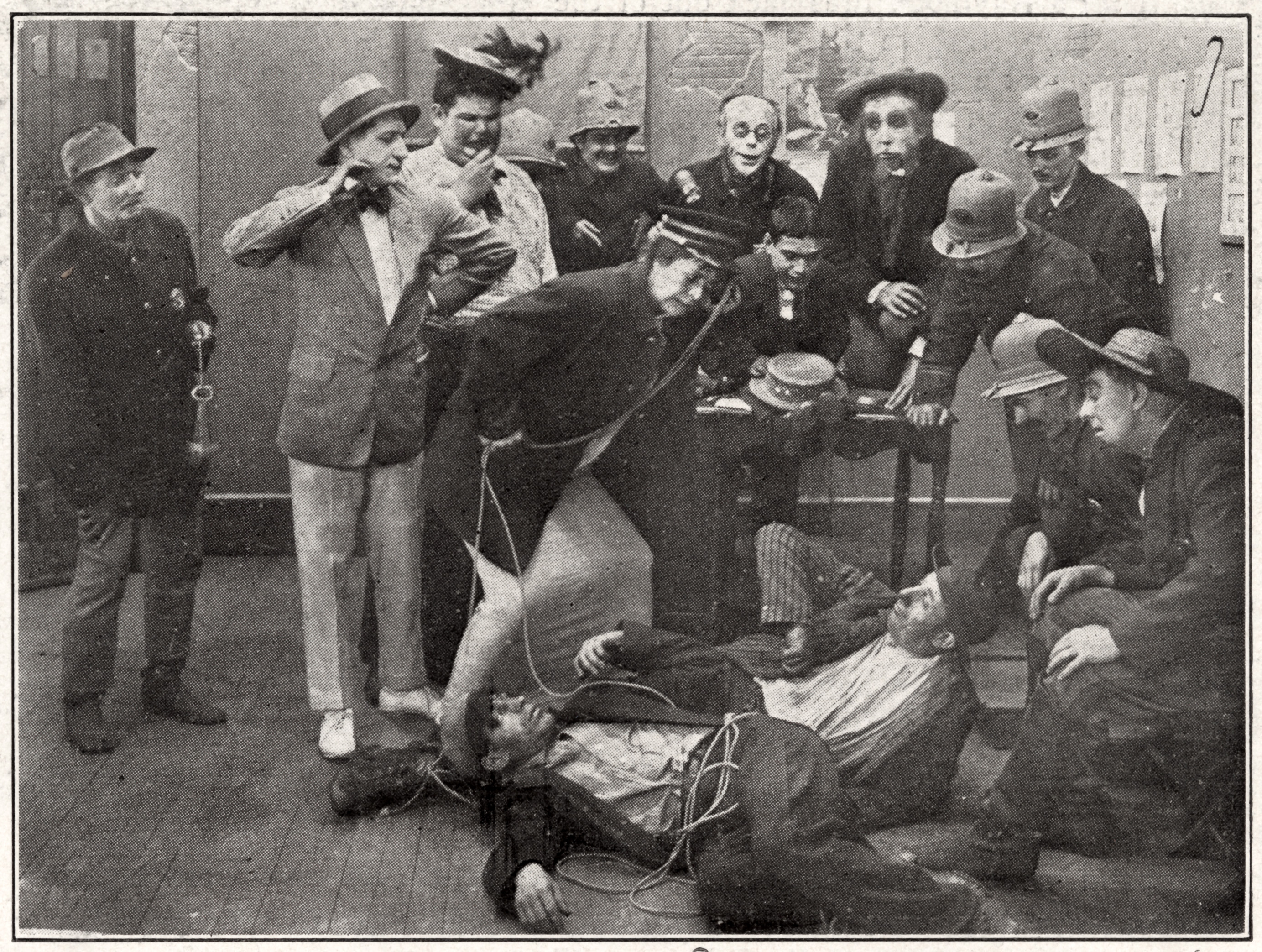
Photo promotionnelle de The Female Cop, une comédie split reel sortie le 6 juin 1914 par la Lubin Film Manufacturing Company avec un casting comprenant Mae Hotely (centre) et Oliver « Babe » Hardy (arrière gauche).

The Female Cop est un film muet américain réalisé par Jerold T. Hevener et sorti en 1914.

## Synopsis
Une vieille fille aide les policiers à arrêter plusieurs hommes, qu'elle accuse de tentatives de séduction sur sa personne.

## Fiche technique
- Titre : The Female Cop
- Réalisation : Jerold T. Hevener
- Scénario : E.W. Sargent
- Production : Siegmund Lubin pour Lubin Manufacturing Company
- Distribution : General Film Company
- Pays d'origine :  États-Unis
- Langue : Anglais
- Format : Noir et blanc - 1,33:1 - Muet
- Genre : Comédie
- Dates de sortie : 
  -  États-Unis : 6 juin 1914

## Distribution
- Mae Hotely : Myra McGinnis
- Oliver Hardy : Boob Cop
- Julia Calhoun : Mrs Brown